# كريم كلا (مقاطعة فريدونكنار)
كريم كلا (بالإنجليزية: Owksar-e Karim Kola)‏ هي منطقة سكنية تقع في مازندران في إيران. يقدر عدد سكانها بـ 329 نسمة .